# ا رسال
ا رسال (به اسپانیایی: O Rosal) یک شهرستان در اسپانیا است که در استان پنتبدرا واقع شده‌است.

## خصوصیات
ا رسال ۴۴٫۱ کیلومترمربع مساحت و ۶٬۵۳۱ نفر جمعیت دارد.